# Pole dance
La pole dance (anglicisme parfois traduit par l'expression danse à la barre verticale) est une discipline qui mêle danse et acrobaties autour d'une barre. Cette danse, pratiquée à l'origine dans les cirques forains itinérants où des artistes en tenue légère dansaient autour des poteaux soutenant le chapiteau pour distraire les spectateurs, puis par les strip-teaseuses à partir de la fin des années 1960, est devenue une discipline sportive et artistique à part entière à partir des années 1990.
Une des raisons de la réputation sulfureuse de ce sport est la tenue des danseurs, très peu couvrante. Or, il s'agit d'une nécessité physique : les vêtements standards n'accrochant pas le métal de la barre, la peau doit être directement en contact avec la barre. Différentes parties du corps servent d'accroche. Il est donc nécessaire d'avoir une tenue proche des maillots de bain. Ces barres ne sont pas de simples tubes métalliques mais des objets résultant d'une ingénierie spécifique afin de répondre à plusieurs critères, tels que la capacité à accrocher la peau "gripper", à tourner ou bien à s'installer (podium, fixe, amovible).
C’est une discipline qui demande force et souplesse pour évoluer avec grâce, et qui peut prendre une forme artistique et créative. En 2018, on dénombre en France près de 230 écoles de pole dance.
Contrairement aux idées reçues, la pole dance est accessible au plus grand nombre, toute personne apte à pratiquer du sport peut s'initier à la pole dance. Elle est aujourd'hui pratiquée aussi bien par les femmes que par les hommes.

La pole dance se distingue du pole sport par l'approche plus artistique que gymnique de la pratique, la technique est la même pour les deux disciplines.

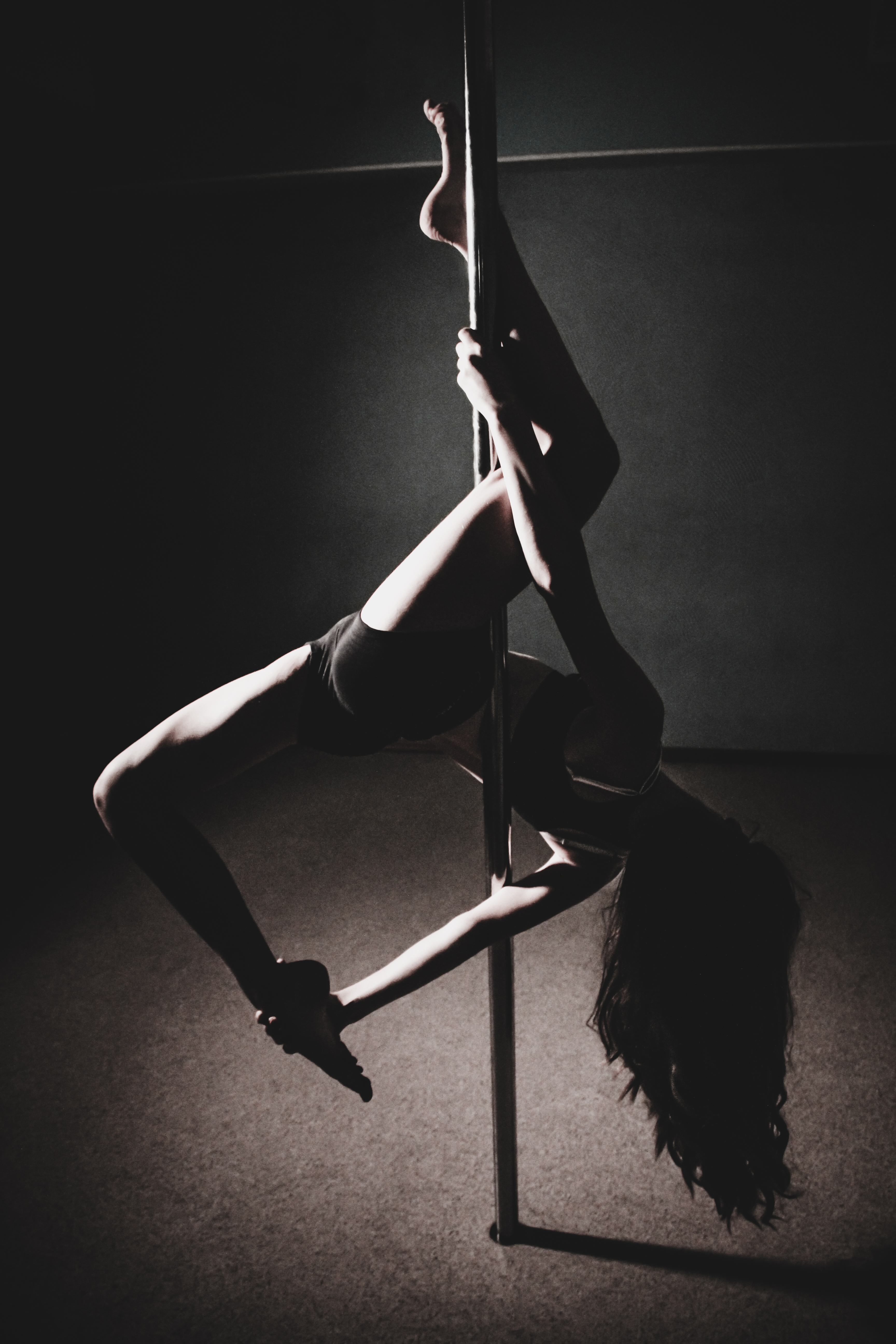
Figure de pole dance

## Historique
La pole dance, sous sa forme actuelle, est née dans les tentes de cirques forains itinérants au Canada dans les années 1920 durant la Grande Dépression, créé par des danseuses qui ont commencé à intégrer le poteau soutenant le chapiteau dans des danses appelées « hoochie coochie » réalisées en tenues légères et réservées à un public adulte. Le Burlesque fait son apparition dans les années 1950, et ce type de spectacle passe progressivement des fêtes foraines aux bars de nuit. En 1968, Belle Jangles sera la première à y associer de l'effeuillage dans un club de striptease appelé Mugwump en Oregon aux États-Unis. Il faudra attendre les années 1980 pour que la pratique connaisse un véritable essor et s'étende à de nombreux pays, principalement dans le monde anglo-saxon. Ce n'est qu'en 1994 que Fawnia Mondey commencera à faire la promotion et l'enseignement de la pole dance comme une véritable discipline sportive à travers plusieurs DVDs pédagogiques. Cette discipline aérienne, à la fois gymnique et artistique, est restée longtemps cantonnée dans les boîtes de strip-tease, mais des danseuses telles que Tammy Morris et Kelly Kayne (Canada) ou Katie Coates (Angleterre) suivent l’exemple de Fawnia Mondey. Chacune avec le style qui lui est propre vont se battre pour faire sortir la pole dance des clubs de strip-tease et la faire reconnaître comme une discipline sportive et artistique.
Très présente dans les pays anglo-saxons, où l'on recense de nombreuses écoles, la pole dance a fait son apparition en France en 2006 avec l'école Pole Dance Paris, qui organise dès 2009 la première compétition française qui deviendra par la suite le championnat de France de pole dance, aujourd'hui organisé sous l'égide de la Fédération Française de Danse,. En France, on compte en 2019 entre 40 000 et 50 000 pratiquants.

### Une respectabilité acquise récemment

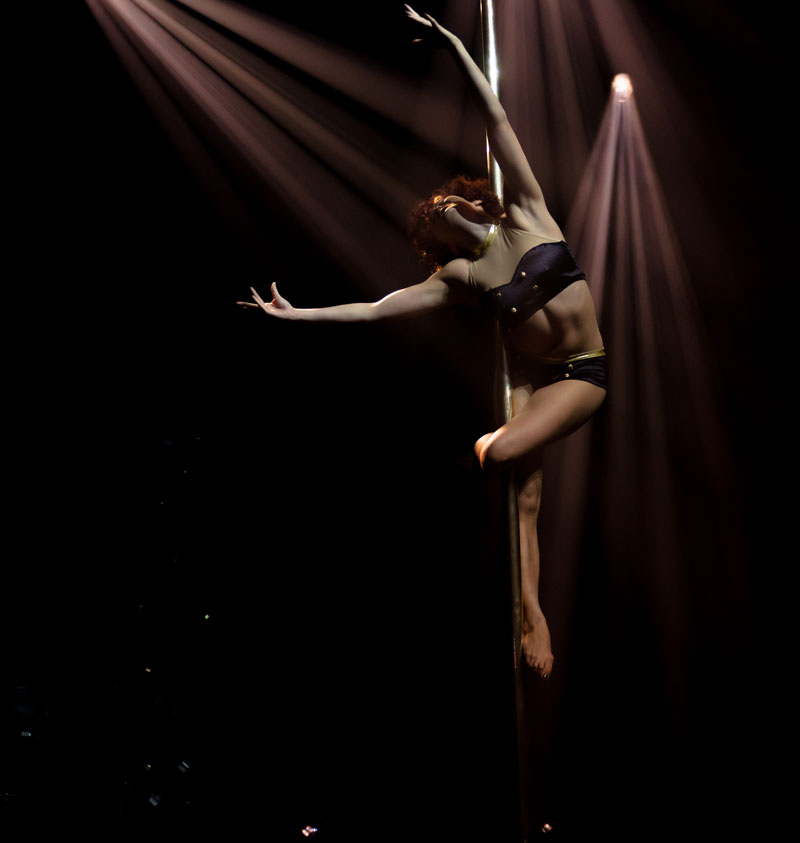
Roxane Pelizzari au championnat de France de Pole Dance 2017.

Alors qu'elle avait une réputation sulfureuse au XXe siècle, liée à la pratique de la pole dance dans les clubs de striptease, la discipline connaît de nos jours une institutionnalisation accélérée. En 2015, la pole dance est reconnue comme une danse à part entière par le Conseil international de la danse (UNESCO) à l'occasion du quarantième congrès de recherche sur la danse à Athènes où Mariana Baum en fait la présentation officielle. En 2016 la pole dance est reconnue comme une discipline sportive et artistique par la Fédération française de danse, au sein de laquelle elle dispose désormais d'une représentante, ainsi que par le ministère de la Jeunesse et des Sports,. En 2017 la pole dance est reconnue comme un sport à part entière par l'Association mondiale des fédérations internationales de sport,. La pole aspire aujourd'hui, tout comme la break dance, à être reconnue comme discipline olympique.
La pole dance est aujourd'hui intégrée dans plusieurs spectacles du Cirque du Soleil tels que Zumanity, Scala da Mater Natura, Luzia, Saltimbanco, Corteo et Michael Jackson One, ce qui a contribué à mettre en valeur la dimension acrobatique de la discipline et a permis au grand public de découvrir la pole dance sous un nouveau jour.
L'université de Cambridge dispose de son propre club de pole dance réunissant plus de sept cents adhérents sur son campus. Aujourd'hui, les pratiquants de pole dance sont aussi bien des femmes que des hommes, d'âges, de corpulence et de capacités physiques variés.

### Différence entrepole danceetpole sport
Le pole sport (également appelé pole fitness en anglais) et la pole dance partagent la même technique, la différence réside dans le style. Le pole sport s'inscrit dans une pratique très gymnique, incluant peu de danse ou de transitions entre deux figures, la pole dance cherche à mettre la performance physique au service d'une performance artistique, on va plus y développer la partie danse, la grâce, la sensibilité artistique et la musicalité.

## Bénéfices
La pratique de la discipline développe le gainage ainsi que la force du haut et du bas du corps.
Plusieurs études scientifiques et médicales ont été réalisées et pointent différents bénéfices apportés par la pratique de la pole en matière de santé,. Une étude menée en 2017 auprès de danseurs de pole dance a montré que le conditionnement physique apporté par la pole dance améliore la force et la posture.
La pratique de la pole dance aide par ailleurs à renforcer le tonus musculaire, la coordination et l'équilibre, la santé cardio vasculaire et l'endurance, et facilite la perte de poids,,. Il a été observé que la pratique de la pole aide à combattre les douleurs chroniques telles que la fibromyalgie et la polyarthrite rhumatoïde,.
D'un point de vue psychologique, la pole dance améliore la confiance en soi et le rapport au corps,,.

## Fédérations internationales
Le pole sport est reconnue comme un sport à part entière par l'Association mondiale des fédérations internationales de sport depuis 2017,.
C'est à partir de la fin des années 1990 que la pole dance commence à s’éloigner du milieu de la nuit et du striptease. Après des débuts difficiles, les associations et fédérations se développent au cours des années 2000, ce qui contribue à démocratiser la pratique de la pole.
Il existe deux fédérations internationales, l’International Pole Sports Federation (IPSF), et la World Pole Sports and Arts Federation (POSA), chacune a mis en place un code de pointage complexe, destiné aux compétitions. Les deux fédérations organisent des championnats et proposent une catégorie para-pole réservée aux athlètes handicapés. Les fédérations nationales sont affiliées à l'une ou l'autre de ces fédérations internationales de façon exclusive.
En France, les championnats organisés par la Fédération Française de Danse mènent aux championnats du monde organisés par la POSA.

## Compétitions

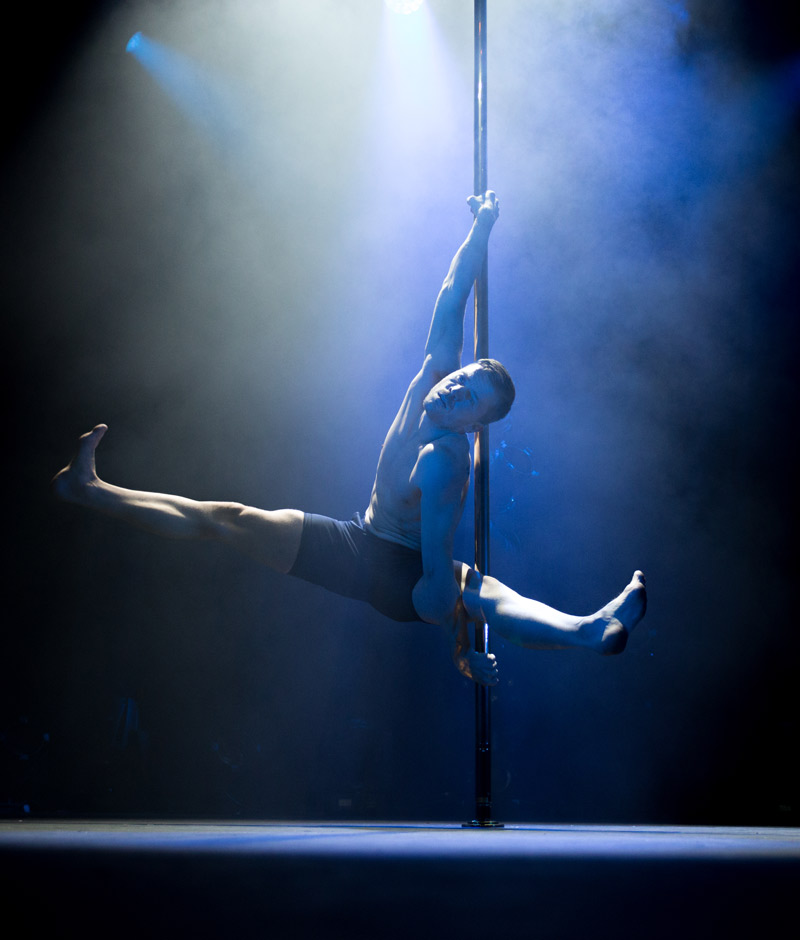
Slava Ruza aux championnats de France de pole dance 2017

Un large éventail de compétitions amateurs et professionnelles sont organisées dans de nombreux pays à travers le monde. Elles sont strictement non dénudées et se concentrent sur la pole en tant que discipline sportive (pole sport) et artistique (pole dance).
Les compétitions de pole dance ont débuté aux États-Unis en 1991 dans la chaîne de clubs de striptease Deja Vu, avec un événement appelé Po'Lympics qui s'est déroulé chaque année tout au long de la décennie. Ces compétitions ont mené à la création de nombreuses autres.
La première compétition internationale, Miss Pole Dance World, a eu lieu en novembre 2005 à Amsterdam et a été remportée par Elena Gibson (Royaume-Uni), qui a été disqualifiée le lendemain de la compétition au profit de Reiko Suemune (Japon), arrivée seconde, ce qui a donné lieu à de vives controverses. De 2006 à 2010, Felix Cane (Australie) a remporté cette compétition ainsi que le championnat du monde en 2009.
Les deux fédérations internationales, l'IPSF et la POSA, qui se partagent la gouvernance de la discipline, organisent des championnats nationaux et internationaux de pole dance dans 60 pays.
L’International Pole Dance & Fitness Association (IPDFA), qui n'est pas une fédération, organise également des compétitions ouvertes aux vainqueurs de championnats nationaux ou internationaux, elles ont lieu principalement en Asie.
Les Pole Art sont des compétitions « open » organisées dans différentes villes à travers le monde auxquelles peuvent participer tout compétiteur ayant passé un processus de sélection propre à chaque compétition, généralement à travers une pré-sélection réalisée sur la base de vidéos envoyées par les candidats.

### Codification des figures
Comme toute discipline sportive, la pole dance possède son propre système de code de pointage, utilisé notamment en compétitions. Il permet également de classer les figures par type (souplesse, force, etc.) et par difficulté. Voir par exemple le code de pointage de la Fédération Française de Danse ou celui le l'IPSF.

Les écoles de pole dance se basent sur ces systèmes de codage, sur une classification empirique ou sur un mélange des deux pour adapter l'apprentissage de la discipline selon le niveau des élèves. 

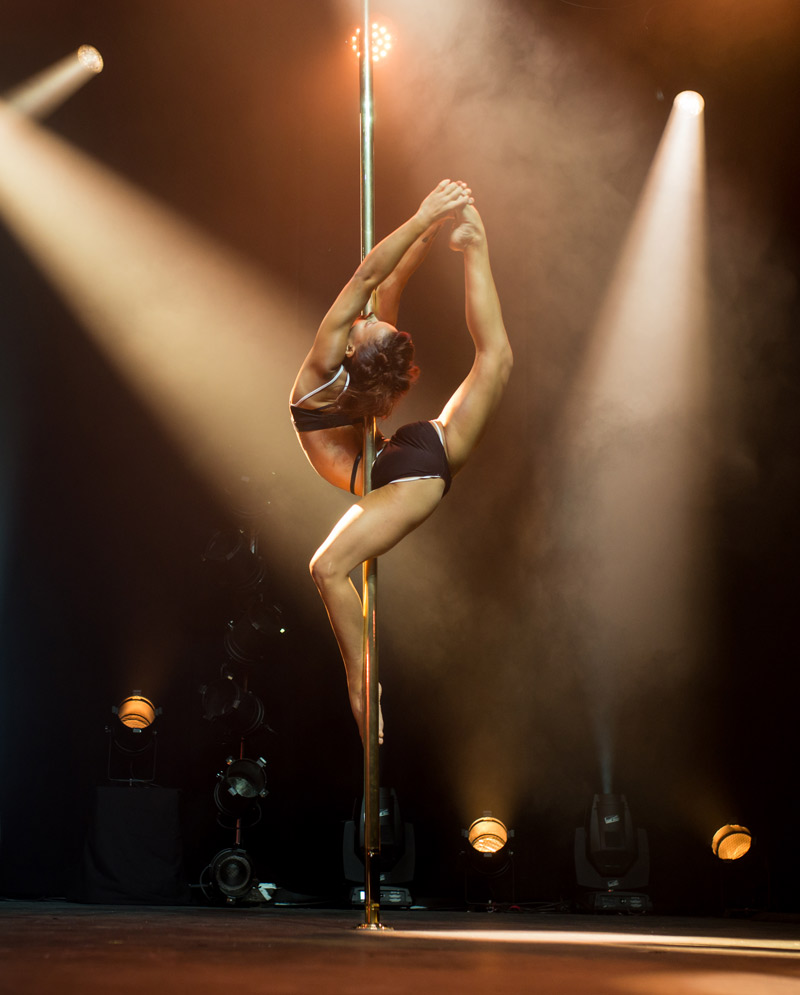
Laura Mété au championnat de France de Pole Dance 2017

### En France

#### Championnat de France depole dance
En France, la première compétition de pole artistique a été lancée en 2009 par Mariana Baum. Cette compétition est depuis 2018 devenue le championnat de France de pole dance, reconnu et organisé par la Fédération Française de Danse au sein de laquelle Mariana Baum représente la discipline, ainsi que par la POSA dont elle est vice-présidente. En 2009 et 2010, la compétition a lieu au Vingtième Théâtre (250 places) ; en 2011 et 2012 c’est au Théâtre Déjazet (600 places) qu’elle se tient, et depuis 2013 à La Cigale (1000 places). Les vainqueurs de l'édition 2009 sont Laurence Hilsum et Keem Saulnier Martinez, suivis en 2010 par Prana Ovide Étienne et Edouard Doye, en 2011, par Laurence Hilsum et Saulo Sarmiento, en 2012 par Marion Crampe et Simon Heulle, en 2013 par Doris Arnold et Guilherme Wandersen, en 2014 par Prana Ovidé Étienne et Keem Saulnier Martinez, en 2015 par Cyd Sailor et Nicolas Casanova, en 2016 par Céline Counali et Maxime Joret, en 2017 par Bénédicte Rinaldi et Pierre-Jean Gamard, en 2018 par Marie Moulin et Vincent Grobelny, en 2019 par Marie Soler et Vincent Regnault. Cette compétition a accueilli de nombreux « guest » venus des quatre coins du monde tels que Dimitry Politov, Alessandra Marchetti, Salva Ruza ou Vane Lunatica. La compétition est reconnue pour sa qualité, sa direction artistique, et le professionnalisme des captations vidéos et des photos réalisées lors de chaque édition,. Edouard Doye et Saulo Sarmiento ont tous deux été recrutés par le Cirque du Soleil au vu de leurs prestations aux éditions 2010 et 2012,.

#### Autres compétitions françaises
Laurence Hilsum, lauréate de la compétition française de pole dance 2009 et 2011, a lancé en 2012 à Paris un concours de pole dance amateur qui deviendra par la suite le concours Pole Theatre,.
En 2015 apparaît le Pole Art France, une compétition ouverte aux amateurs comme aux professionnels venus de tous pays. Les principaux vainqueurs (catégorie professionnels) sont Olga Trifonova (Suède) et Slava Ruza (Russie) en 2015, Maria Agatiello (Italie) et Artem Kazymov (Ukraine) en 2016, Bendy Kate (UK) et Sun Ying Zhi (Chine) en 2017.

### Sponsoring
Si le sponsoring a longtemps été le fait d'acteurs du monde de la pole tels que des fabricants de matériel ou de vêtement dédiés à la pole, l'institutionnalisation de la pole a ouvert la voie à des sponsors plus traditionnels,. En France, le championnat organisé par la Fédération Française de Danse est sponsorisé par LVMH (Make Up for Ever), les Mutuelles du Mans et le Crédit Mutuel, ainsi que par des sponsors plus attendus pour de la pole dance tels que le fabricant de pole Xpole et l'école Pole Dance Paris.

## Spectacles
La Pole Dance n'existait pas jusqu'à récemment sous forme de spectacle en dehors de concours, de compétitions et de présentations de fin d'année d'écoles, à cause de contraintes techniques importantes et de besoins en termes de hauteur sous plafond, mais surtout du fait de son association, jusqu'à la fin des années 1990, avec le monde du strip tease.
La situation a considérablement évolué depuis une décennie.
En 2009, Felix Cane introduit pour la première fois un numéro de pole dance dans Zumanity, un spectacle du Cirque du Soleil. Plusieurs autres spectacles tels que Scalada Mater Natura, Luzia, Saltimbanco, Corteo et Michael Jackson One intégreront par la suite des numéros de pole dance.
En 2009 le chorégraphe Olivier Dubois créé Révolution, une pièce contemporaine pour 14 femmes utilisant des poles pour tourner autour de celles-ci en continu, métaphore du travail à la chaîne englobant dans un même élan les travailleuses et les strip-teaseuses. Il travaillera à cette occasion avec Mariana Baum.
En 2012 Florence Foresti introduit un numéro de pole dance dans son spectacle Foresti Bercy Party.
En 2013 Mariana Baum crée le Cabaret de l'air du temps, un spectacle mêlant shows de pole dance, numéros burlesques, magie et chanson, le tout dans une ambiance vintage inspirée des années 30 à 50.
En 2014, Sarah Cavenaile, quadruple championne de Belgique, crée le Pole Fusion Festival, un festival de plusieurs jours qui vise à promouvoir la créativité en pole dance et sa fusion avec d'autres arts de la scène. Il encourage les chorégraphies de groupe de toute sorte et la recherche d’une nouvelle manière de concevoir la pole dance et les interactions entre les artistes et le public. Il comprend des « guest performances », un spectacle avec de nombreux artistes de pole dance et aériens internationaux, le spectacle de la show team de Sarahcademy et le spectacle Be Pole Connection réunissant différentes écoles belges et européennes.
En 2016 se tient la première édition du BAPShow, une soirée organisée deux fois par an par Angèle Plaut et Laurence De Lafontaine à Bruxelles en Belgique qui réunit des artistes hommes ou femmes venus de Belgique et des pays limitrophes. Ce spectacle, loin d'un esprit de compétition, est organisé comme une succession rythmée de numéros.
En 2017, Mariana Baum produit et met en scène le Gala des Champions, un spectacle regroupant les meilleurs danseurs de pole dance français parmi lesquels Alexandra Gerland, Allegra Bird, Angie Traxx, Bénédicte Rinaldi, Claire Francisci, Cyd Sailor, Doris Arnold, Ellyn Pipard, Marie Solder, Sandrine Taravel, Elodie Padovani, Geoffroy Letailleur, Keem Saulnier Martinez, Laura Mété, Manon Agard, Manuela Carneiro et Nicolas Casanova.

## Dans la culture populaire
En 1993, lors de la tournée mondiale de Madonna The Girlie Show, la danseuse Carrie Ann Inaba s'est produite sur une barre de pole dance en première partie du spectacle Erotica de Madonna.
En 2000, la pole est présente pour la première fois tout au long d'un long métrage dans Dancing at the Blue Iguana de Michael Radford avec Daryl Hannah, Kristin Bauer et Charlotte Ayanna.
La pole dance a été mise en vedette dans Desperate Housewives, How I Met your Mother, Battlestar Galactica, Love That Girl! et The View, comme d'autres tendances en matière de fitness. Jennifer Love Hewitt a fait un court passage en pole dance dans un épisode de Ghost Whisperer.
L'actrice Sheila Kelley était tellement passionnée par ce sport qu'elle a appris en préparant son rôle dans Dancing at the Blue Iguana, qu'elle a lancé son propre programme d'exercices de pole dance et son propre studio de pole, The S factor.
La chanteuse pop taïwanaise Jolin Tsai a montré ses talents de pole danseuse dans les vidéoclips de Agent J et Beast. Elle a également donné un spectacle pole-dance en duo lors d'une retransmission en direct de son Myself World Tour (en) à Kaohsiung, Taiwan.
La pole dance a ses propres médias, comme les revues Free Spin, Pole Spin et Vertical.
La pole dance est aussi le sujet principal d'une bande dessinée populaire intitulée Pole Dancing Adventures, créée par l'artiste Leen Isabel.
Dans le jeu vidéo Bayonetta, la protagoniste éponyme utilise une pole pour avancer au niveau suivant ou défier ses adversaires. Dans le générique de fin du jeu, on la voit danser sur le poteau. Si le joueur obtient un prix platine, Bayonetta dit alors « J'aurais dû être une pole danseuse ».
La pole dance a été incorporée aux performances de plusieurs stars de la K-Pop. Ga-In de Brown Eyed Girls a inclus quelques images de pole dance dans le clip de son single solo de 2012 피어나 (Bloom). Le groupe féminin After School a beaucoup utilisé la pole dance dans le cadre de leurs routine de danse pour leur chanson de 2013 첫사랑 (First Love).
Le single à succès de Rihanna de 2013 Pour it up mettait en vedette la danseuse Nicole « The Pole » Williams. Nicole Williams a également dansé avec Bruno Mars sur Gorilla lors des MTV EMAs de 2013.
En 2015, le magazine Celebrity Health & Fitness a déclaré que selon ses gardes du corps, Kate Middleton, Duchesse de Cambridge, avait pris des cours de pole-dance afin de se remettre en forme après avoir donné naissance au prince George en 2013.
En 2015, la réalisatrice Melanie Zoey Weinstein a réalisé le film Why I Dance, un court métrage sur les danseuses de pole et sur la façon dont il devrait être normal que les femmes puissent se montrer sans être stigmatisées.
En 2018, le court métrage en 3D français Upside Down Revolution met en scène Maxime Joret, champion de France 2016, dans un scénario centré sur la pole dance.
En 2019, la musicienne anglaise FKA Twigs a sorti un vidéoclip sur son single Cellophane qui contient des figures de pole dance. Le film Hustlers (Queens, en français) où la pole dance est très présente, est qualifié de « film de sport » par sa réalisatrice Lorene Scafaria, qui a exigé de ses actrices, à commencer par Jennifer Lopez, un entrainement intensif pour être en mesure de donner des performances de pole dance crédibles.
La même année, Josiane Balasko réalise dans All Inclusive, une comédie de Fabien Onteniente, un numéro de pole dance.
En 2020, Valérie Lemercier incarne la professeur de pole dance de Melha Bedia dans Forte, une comédie de Katia Lewkowicz. Juliette Taka publie le bande dessinée Pole Dance, ma vie en équilibre aux éditions Glénat.

### Célébrités pratiquant lapole dance
Un certain nombre de célébrités s'adonnent à la pole dance et s'affichent régulièrement dans la presse ou sur les réseaux sociaux en train de pratiquer. Parmi elles : Amber Rose, Britney Spears, Carmen Electra, Daryl Hannah, Demi Moore, Emilia Fox, Emma Roberts, Emma Watson, Eva Longoria, Fearne Cotton, Heidi Klum, Jennifer Aniston, Jennifer Lawrence, Jennifer Love Hewitt, Jennifer Lopez, Jessica Biel, Kate Hudson, Kate Moss, Kelly Rowland, Kendra Wilkinson, Kim Kardashian, Kris Jenner, Kristen Stewart, Lindsay Lohan, Madonna, Meghan Markle, duchesse de Sussex, Michelle Heaton, Miley Cyrus, Nicole Scherzinger, Paris Hilton, Shakira, Susan Sarandon et Teri Hatcher.